# Chatfield (Minnesota)
Pour les articles homonymes, voir Chatfield.
Chatfield est une ville américaine située dans les comtés de Fillmore et d'Olmsted, dans le Minnesota. Selon le recensement de 2020, sa population est de 2 997 habitants.